# San Marino (stad)
För andra betydelser, se San Marino (olika betydelser).
San Marino är huvudstad i republiken San Marino. Staden har 4 044 (maj 2018) invånare och ligger längs med berget Monte Titanos västra sluttning.
Staden är den tredje största i landet (den största är Dogana och den näst största är Borgo Maggiore, som också är landets kommersiella centrum). San Marino är även en egen kommun som gränsar till kommunerna Acquaviva, Borgo Maggiore, Fiorentino och Chiesanuova, samt till den italienska kommunen San Leo.
Borgmästare (capitano) är sedan 2003 Alessandro Barulli.

## Administrativ indelning
Kommunen är indelad i sju administrativa enheter (curazie):
- Cà Berlone,
- Canepa,
- Casole,
- Castellaro,
- Montalbo,
- Murata,
- Santa Mustiola.